# Eumastacidae
Famille
Les Eumastacidae sont une famille d'insectes orthoptères.

## Distribution
Les espèces de cette famille se rencontrent en Amérique, en Asie et à Madagascar.

## Liste des genres
Selon Orthoptera Species File (16 juillet 2018) :
- sous-famille des Eumastacinae Burr, 1899
  - genre Amedegnatomastax Cadena-Castañeda & Cardona, 2015
  - genre Andeomastax Descamps, 1979
  - genre Araguamastax Descamps, 1982
  - genre Beomastax Descamps, 1979
  - genre Caenomastax Hebard, 1923
  - genre Cardonamastax Cadena-Castañeda, 2015
  - genre Descampsmastax Cadena-Castañeda & Cardona, 2015
  - genre Erythromastax Descamps, 1971
  - genre Eumastax Burr, 1899
  - genre Hebardomastax Cadena-Castañeda, 2016
  - genre Helicomastax Rowell & Bentos-Pereira, 2001
  - genre Homeomastax Descamps, 1979
  - genre Hysteromastax Descamps, 1979
  - genre Phryganomastax Descamps, 1979
  - genre Santanderia Hebard, 1923
  - genre Sciaphilomastax Descamps, 1979
  - genre Zeromastax Porras, 2007
- sous-famille des Gomphomastacinae Burr, 1899
  - genre Afghanomastax Descamps, 1974
  - genre Brachymastax Ramme, 1939
  - genre Clinomastax Bey-Bienko, 1949
  - genre Gomphomastax Brunner von Wattenwyl, 1898
  - genre Gyabus Özdikmen, 2008
  - genre Myrmeleomastax Yin, 1984
  - genre Nepalomastax Yamasaki, 1983
  - genre Oreomastax Bey-Bienko, 1949
  - genre Paedomastax Bolívar, 1930
  - genre Pentaspinula Yin, 1982
  - genre Phytomastax Bey-Bienko, 1949
  - genre Ptygomastax Bey-Bienko, 1959
  - genre Sinomastax Yin, 1984
- sous-famille des Masynteinae Descamps, 1973
  - genre Masyntes Karsch, 1889
- sous-famille des Morseinae Rehn, 1948
  - tribu des Daguerreacridini Descamps, 1973
    - genre Daguerreacris Descamps & Liebermann, 1970

  - tribu des Morseini Rehn, 1948
    - genre Eumorsea Hebard, 1935
    - genre Morsea Scudder, 1898

  - tribu des Psychomastacini Descamps, 1973
    - genre Psychomastax Rehn & Hebard, 1918
- sous-famille des Paramastacinae Rehn & Grant, 1958
  - genre Paramastax Burr, 1899
- sous-famille des Parepisactinae Descamps, 1971
  - genre Chapadamastax Descamps, 1979
  - genre Parepisactus Giglio-Tos, 1898
- sous-famille des Pseudomastacinae Rehn & Grant, 1958
  - genre Pseudomastax Bolívar, 1914
- sous-famille des Temnomastacinae Rehn & Grant, 1958
  - tribu des Eumastacopini Descamps, 1973
    - genre Arawakella Rehn & Rehn, 1942
    - genre Bahiamastax Descamps, 1979
    - genre Eumastacops Rehn & Rehn, 1942
    - genre Malenamastax Cadena-Castañeda & Cardona, 2015
    - genre Maripa Descamps & Amédégnato, 1970
    - genre Pareumastacops Descamps, 1979
    - genre Pseudeumastacops Descamps, 1974
    - genre Tachiramastax Descamps, 1974

  - tribu des Temnomastacini Rehn & Grant, 1958
    - genre Eutemnomastax Descamps, 1979
    - genre Temnomastax Rehn & Rehn, 1942
- sous-famille indéterminée
  - genre Acutacris Dirsh, 1965
  - genre Angulomastax Zheng, 1985
  - genre †Archaeomastax Sharov, 1968
  - genre †Eoerianthus Gorochov, 2012
  - genre †Eozaenhuepfer Zessin, 2017
  - genre †Taphacris Scudder, 1890

## Publication originale
- Burr, 1899 : Essai sur les Eumastacides. Anales de la Sociedad española de Historia natural, vol. 28, p. 75-112.